# Redmi K30至尊纪念版
Redmi K30至尊纪念版（英文：Redmi K30 Ultra）是小米科技旗下的Redmi品牌为庆祝小米集团成立十周年，在Redmi K30系列之中增加的智能手机机型，于北京时间2020年8月11日21时许在中国北京小米科技园发布，基于Redmi K30 Pro的外观设计而重新研发推出，是Redmi K30系列的第七款机型。

## 简介
Redmi K30至尊纪念版是以Redmi K30 Pro的外观设计为蓝本，推出的一款高阶智能手机机型。其采用了一块6.67英寸（对角线）20:9比例的AMOLED屏幕，支持120Hz的屏幕刷新率。机身配备红外遥控、NFC以及升降式前置摄像头，但取消了3.5mm音频输出输入接口。3.5mm音频接头可通过转接线连接。
Redmi K30至尊纪念版提供极夜黑（黑色高光亮面玻璃机身，灰黑色电镀铝合金中框）、月幕白（白色高光亮面玻璃机身，银色电镀铝合金中框）和薄荷绿（青绿色高光亮面渐变玻璃机身，浅绿色电镀铝合金中框）三款配色，三款配色均为高光亮面效果，不再保留曾在Redmi K30 5G以及Redmi K30 Pro上采用的AG雾面磨砂玻璃材质。

## 配置及设计

### 配置
屏幕方面，Redmi K30至尊纪念版采用由三星电子供应的6.67英寸E3非柔性材质AMOLED屏幕，支持120Hz高刷新率以及自适应、鲜艳和标准三个色彩模式选项，并可供用户调节屏幕色温。屏幕内不保留摄像头开孔，前置摄像头位于机身上边框处，集成呼吸灯并采用程序驱动升降，在用户有需要时弹出，不需使用以及机身发生跌落等外力时则自动收回。
处理器平台方面，Redmi采用了联发科技提供的天玑1000+（MT6889Z）处理器，支持SA/NSA 5G组网、毫米波、wifi 6以及双5G网络待机。这也是Redmi品牌首次在其高阶机型上搭载联发科技提供的处理器平台。
摄像模组方面，Redmi K30至尊纪念版大体维持了Redmi K30 Pro标准版所采用的模组设计和元器件规格。后置主相机采用了6400万像素的索尼imx682传感器，配以500万像素的长焦微距传感器（三星S5K5E9）、1300万像素的超广角传感器（SK海力士hi1337，光圈f/2.4，FOV119°）以及200万像素的景深传感器（豪威科技OV02B）作为辅助拍照传感器。但由于处理器平台限制，Redmi K30至尊纪念版的拍摄能力均逊于Redmi K30系列的其他各款机型。
影音方面，Redmi K30至尊纪念版搭载了双扬声器功能。其左声道采用听筒与扬声器共用腔体，出音孔位于机身正面；右声道采用与重低音共用腔体，出音孔位于机身下边框处USB Type-C接口旁。此外，这款机型还支持了Hi-Res Audio认证以及音频追焦功能。

### 设计
Redmi K30至尊纪念版的外观设计与Redmi K30 Pro几乎完全相同，仅在机身下部边框的圆角处理以及取消了3.5mm音频输出输入接口等细微之处存在差异。其正面采用了窄边框的全面屏设计，背面纵向中轴线上方设有被一整块黑色圆形玻璃包含在内的四颗摄像传感器。四颗传感器斜对角连线的交叉处设有为音频追焦功能配置的麦克风开孔。
配色方面，Redmi K30至尊纪念版保留了Redmi K30 Pro采用的月幕白配色，取消了星环紫、天际蓝和太空灰三款配色，并加入了亮黑以及亮绿两款配色。

### 存储及售价
Redmi K30至尊纪念版提供6GB RAM/128GB ROM、8GB RAM/128GB ROM、8GB RAM/256GB ROM以及8GB RAM/512GB ROM四种储存配置，售价分别为1999元、2199元、2499以及2699元人民币。其中8GB RAM/512GB ROM版本会以2499元人民币的售价在上市初期进行销售，而8GB RAM/256GB ROM版本则在上市初期不开售。

## 销售
Redmi K30至尊纪念版于北京时间2020年8月11日晚21时30分起接受100元订金预定，2020年8月14日上午10时首批开售。由于天玑1000+的芯片供应因美国政府颁布的华为制裁令而造成短缺，该款机型自开售起便一直处于供不应求状态。
2020年9月下旬后，Redmi K30至尊纪念版限量发售的8GB RAM/512GB ROM版本逐渐下架退市。10月19日，Redmi宣布了其8GB RAM/256GB ROM版本的开售信息，并于10月20日正式开售。

## 售价
| 名称                | 型号      | 中国大陆地区首发价(元) |
| ------------------- | --------- | ---------------------- |
| Redmi K30至尊纪念版 | 6GB+128GB | 1999                   |
| Redmi K30至尊纪念版 | 8GB+128GB | 2199                   |
| Redmi K30至尊纪念版 | 8GB+256GB | 2499                   |
| Redmi K30至尊纪念版 | 8GB+512GB | 2699                   |

## 争议
- Redmi K30至尊纪念版发布后，由于其外观设计与Redmi K30 Pro几乎完全相同，部分爱好者以此质疑Redmi K30至尊纪念版使用了前者盈余的物料。
- Redmi K30至尊纪念版初期的系统固件存在功耗高、发热大的问题，且在MIUI 12.5发布之后屡次发生影响系统稳定的案例，招致用户诸多吐槽。